# Anders Winbom
Anders Winbom, född den  14 mars 1687 i Främmestads socken, Västergötland, död den 22 oktober 1745 i Uppsala, var en svensk präst och universitetslärare. Han var farbror till Johan Winbom.
Winbom blev student vid Uppsala universitet 1710, kallades, trots att han var ograduerad, 1722 till docent och 1723 till adjunkt i filosofiska fakulteten samt blev 1731 logices och 1735 teologie professor, med, efter några år, Gamla Uppsala pastorat som prebende. Han var ärkestiftsprästerskapets fullmäktig vid riksdagarna 1741 och 1743 och stod flera gånger på biskopsförslag. Han ansågs vara en god lärare.